# Corrado Sonni
Corrado Sonni (Cervia, 3 dicembre 1904 – Roma, 20 giugno 1976) è stato un attore italiano.

## Biografia

### Gli inizi
Figlio di Gino Sonni e Maria Feletti, entrambi attori, comincia a recitare con i genitori fin da bambino. Il padre, inizialmente orologiaio ma appassionato di teatro, lascia ben presto il suo lavoro per darsi all'arte.
Intorno al 1931 Gino Sonni, la moglie e i due figli entrano nella compagnia itinerante diretta da Felice Girola, dove Corrado cresce artisticamente interpretando ruoli sempre più importanti tanto che, alla morte del padre, decide di restare in compagnia con la madre, la sorella e la moglie Gigliola.
Dal 1949 la direzione della compagnia passa da Felice a suo figlio Giulio e nel 1955 è lo stesso Corrado Sonni ad alternarsi a Giulio nella conduzione della Compagnia del Giallo del Teatro dei Satiri a Roma.
Il 29 luglio 1957 va in onda in diretta dal Teatro Olimpia di Milano l'edizione televisiva di Alibi di Agatha Christie, con la regia di Giulio Girola, in cui Sonni interpreta il ruolo del dottor Sheppard.
Alla fine degli anni cinquanta, a causa del mancato riconoscimento di sostegni finanziari da parte del Ministero dello Spettacolo, la compagnia chiude.

### La maturità
Gli inizi in questo nuovo ambiente teatrale non sono facili, tuttavia Sonni riesce a ottenere ingaggi in compagnie di buon livello: nel 1958 è al Teatro Manzoni di Milano con Carlo Tamberlani e Ginella Bertacchi in Storia di un uomo molto stanco di Fabrizio Sarazani e nel 1960 sempre a Milano, all'Odeon, con Erminio Macario nella commedia Questi poveri ricchi di Giacinto Gallina, cui segue Finestre sul Po di Alfredo Testoni.
Nel 1962 è di nuovo a Roma, nella prima edizione di Amleto secondo Carmelo Bene cui segue La banana con gli occhiali di Giuliano Parenti diretta da Andrea Camilleri, mentre nel 1963 recita nel Don Gil dalle calze verdi di Tirso de Molina, per la regia di Lucio Chiavarelli.
Significativa è la collaborazione con Renzo Giovampietro, per cui recita ne I discorsi di Lisia contro Eratostene nel 1964, ripreso anche per la televisione, Il governo di Verre dalle Verrine di Cicerone, nel 1965, e Processo per magia di Francesco Della Corte. È di questo periodo anche la collaborazione con il Teatro Eliseo con Marco Mariani e Paola Quattrini: cast con cui viene ripreso un repertorio di gialli di Agatha Christie, dove Sonni interpreta il ruolo di Hercule Poirot.
Nel frattempo interpreta diversi ruoli in sceneggiati televisivi, tra cui il maestro Sharp nel Davide Copperfield, Vidler ne La cittadella, il vecchio Moreau nell'episodio Il pazzo di Bergerac da Le avventure del commissario Maigret con Gino Cervi.

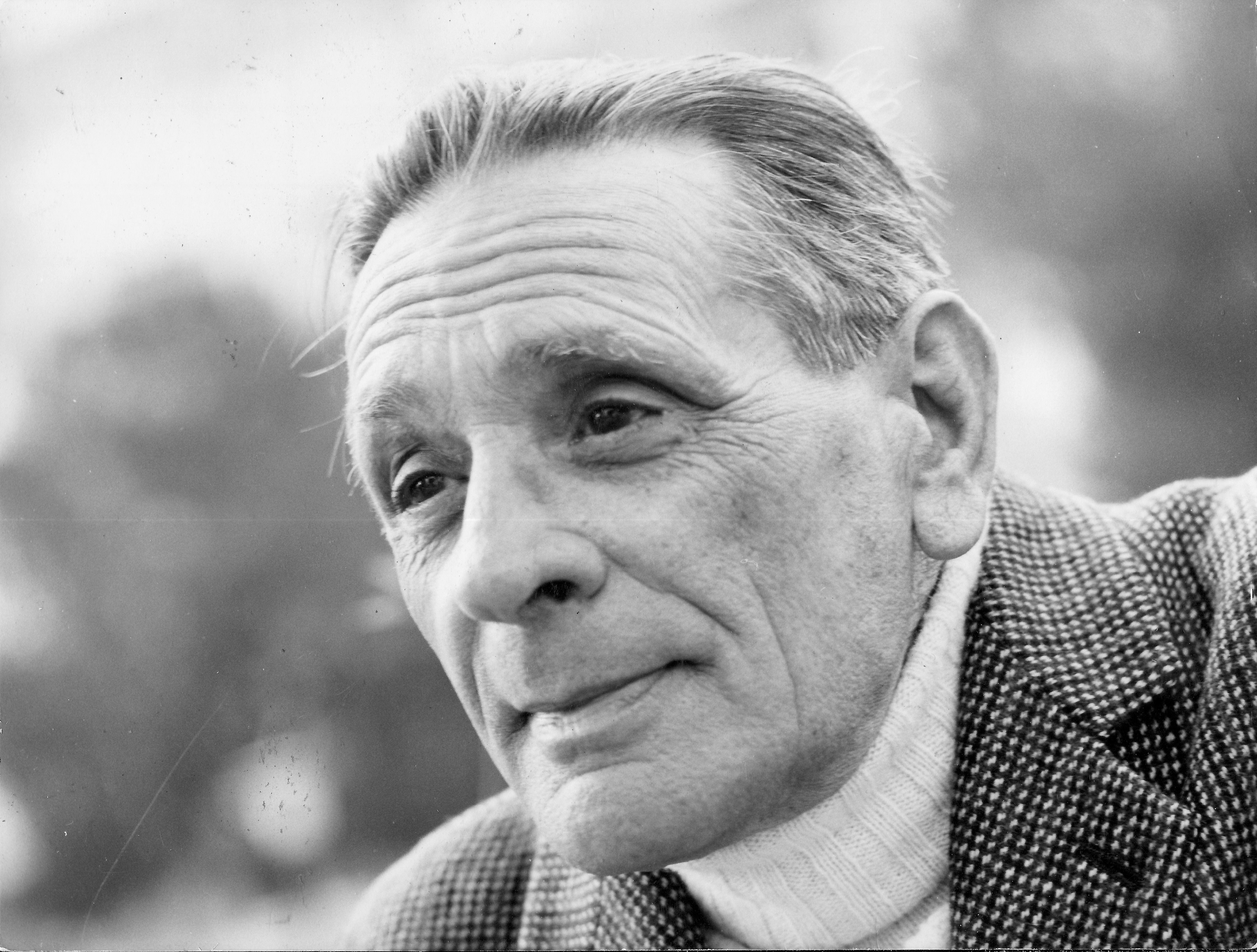
Corrado Sonni

### Gli ultimi anni
Anche il cinema lo vede interprete di piccoli ruoli in un discreto numero di film; nel 1968 il regista Franco Giraldi lo sceglie per il ruolo del padre della protagonista nel film La bambolona, tratto da un romanzo di Alba de Céspedes, accanto a Ugo Tognazzi e Lilla Brignone.
Negli anni seguenti le offerte si moltiplicano: nel 1970 viene chiamato dal Piccolo Teatro di Milano e recita in Santa Giovanna dei Macelli di Bertolt Brecht e nel Re Lear di William Shakespeare, entrambi per la regia di Giorgio Strehler. Nel 1975 è con la compagnia Attori Associati ne La nuova colonia di Luigi Pirandello, regia di Virginio Puecher, mentre nel 1976 è Brabanzio in Otello di Shakespeare con la regia di Gabriele Lavia.
Corrado Sonni muore a Roma il 21 giugno 1976.

## Teatrografia parziale

### Regista
- Compagnia del Giallo del Teatro dei Satiri di Roma (1957)

### Attore
- Compagnia Girola (1932/1957)
- Storia di un uomo molto stanco, di Francesco Sarazani, regia di Carlo Tamberlani (1958)
- Questi poveri ricchi, di Giacinto Gallina, regia di Erminio Macario (1960)
- Finestre sul Po, di Alfredo Testoni, regia di Erminio Macario (1960)
- Amleto secondo Carmelo Bene, da Shakespeare, regia di Carmelo Bene (1962)
- La banana con gli occhiali, di Giuliano Parenti, regia di Andrea Camilleri (1963)
- Don Gil dalle calze verdi, di Tirso de Molina, regia di Lucio Chiavarelli (1963)
- I discorsi di Lisia contro Eratostene, regia di Renzo Giovampietro
- Il governo di Verre, da Cicerone, regia di Renzo Giovampietro (1965)
- Corruzione a Palazzo di Giustizia di Ugo Betti, regia di Filippo Torriero (1967)
- Santa Giovanna dei Macelli di Bertolt Brecht – regia di Giorgio Strehler (1970)
- Re Lear di William Shakespeare, regia di Giorgio Strehler
- La nuova colonia di Luigi Pirandello – regia di Virginio Puecher
- Otello di William Shakespeare – regia di Gabriele Lavia

## Filmografia

### Cinema
- La sfida dei giganti, regia di Maurizio Lucidi (1965)
- La bambolona, regia di Franco Giraldi (1968)
- Quel caldo maledetto giorno di fuoco, regia di Paolo Bianchini (1969)
- Rosolino Paternò, soldato... regia di Nanni Loy (1970)
- Nel nome del padre, regia di Marco Bellocchio (1971)

### Televisione
- Alibi, regia di Giulio Girola (1957)
- Umiliati e offesi, regia di Vittorio Cottafavi (1958)
- Un paese che legge, episodio di Aprite: polizia!, regia di Daniele D'Anza (1958)
- Il romanzo di un maestro, regia di Mario Landi (1959)
- La cittadella, regia di Anton Giulio Majano (1964)
- I miserabili, regia di Sandro Bolchi (1964)
- Vita di Dante, regia di Vittorio Cottafavi (1965)
- David Copperfield, regia di Anton Giulio Majano (1965)
- Sheridan, squadra omicidi, regia di Leonardo Cortese (1967)
- Il triangolo rosso, serie televisiva, regia di Ruggero Deodato, Piero Nelli e Mario Maffei (1967/69)
- La resa dei conti, sceneggiato, regia di Marco Leto (1969)
- FBI - Francesco Bertolazzi investigatore, regia di Ugo Tognazzi (1970)
- I Buddenbrook, regia di Edmo Fenoglio (1971)
- Le inchieste del commissario Maigret, serie televisiva, regia di Mario Landi (1964/72)
- Qui squadra mobile, serie televisiva, regia di Anton Giulio Majano (1973)